# Henryk Szelęgiewicz
Henryk Szelęgiewicz (ur. 3 stycznia 1927 w Bydgoszczy, zm. 29 stycznia 1983 w Warszawie) – polski biolog, zoolog-afidolog ("afidologia" - nauka o mszycach).

## Życiorys
Od 1952 do 1954 studiował w Państwowym Instytucie Pedagogiki Specjalnej w Warszawie, a następnie na Wydziale Biologii Uniwersytetu Warszawskiego. W 1959 obronił pracę magisterską i rozpoczął pracę zawodową w Instytucie Zoologii Polskiej Akademii Nauk. W 1964 uzyskał stopień doktora i został kierownikiem Działu Owadów w Instytucie Zoologii PAN. Po obronie habilitacji na Uniwersytecie Marii Curie-Skłodowskiej w 1971 otrzymał awans na wicedyrektora Instytutu, a po roku został dyrektorem. W 1976 uzyskał tytuł profesora nadzwyczajnego. Równolegle do pracy w Instytucie Zoologii pełnił funkcję redaktora naczelnego wydawnictw związanych entomologią, od 1970 do 1974 redagował "Klucze do Oznaczania Owadów Polski", od 1975 do 1977 "Katalog Fauny Polski", od 1978 do 1982 "Fragmenta Faunistica". Należał do Rady Naukowej "Entomologia generalis", był członkiem, a od 1978 wiceprezesem Polskiego Towarzystwa Entomologicznego.
Był światowej sławy afidologiem, specjalizował się w systematyce, zoografii i ewolucji mszyc. Ponadto zajmował się mikroewolucją owadów, do jego dorobku należy ponad sto prac naukowych oraz piętnaście tysięcy preparatów dotyczących tysiąca trzystu gatunków mszyc, które są zdeponowane w oddziale Muzeum i Instytucie Zoologii PAN w Łomnej-Lesie. Był tłumaczem wielu prac naukowych, podręczników i wydawnictw poznawczych dotyczących fauny.
W uznaniu zasług dla rozwoju polskiej nauki był wielokrotnie odznaczany nagrodami państwowymi i resortowymi. Został odznaczony Złotym Krzyżem Zasługi, Krzyżem Kawalerskim Orderu Odrodzenia Polski oraz Medalem 30-lecia PRL. Był również członkiem honorowym Węgierskiego Towarzystwa Nauk.